# 셍게두우렌 칸
셍게두구렝 칸(ᠰᠡᠩᠬᠡ ᠳᠦᠬᠦᠷᠡᠩ, Сэнгэдүүрэн хан, 1521년 ~ 1585년 11월 26일 혹은 1586년 1월 26일) 또는 셍게 두구렝 콩타이지는 몽골 투메드부(土默特部)의 두번째 군주(재위:1582년 ~ 1585년)이다. 알탄 칸(Altan Khan, 俺答汗)의 아들이다. 명나라 사서에는 신애 황태길(辛愛黃台吉, 셍게 황타이지), 승격도고릉특목이(僧格都古楞特穆爾, 셍게 두구렝 티무르), 승격(僧格, 셍게) 등으로 나타난다. 칸호 '세첸 칸'을 음차한 키칭카(цин, 乞慶哈) 또는 세첸칸(sechen qan, 徹辰汗)으로도 표기한다. '셍게'는 인더스강의 발원지 셍게 창포에서 유래한 이름이고, '두구렝'은 몽골어로 가득한, 가득하다는 뜻이다.
1540년 아버지 알탄 칸을 따라 우량카이를 공략하는데 참여하고, 1550년부터 1560년까지 알탄 칸을 따라 명나라, 오이라트  등을 공략하였다. 1583년 투메드부의 칸을 계승, 아버지 알탄 칸의 티베트 불교 전파 정책을 계승했고, 불교 개종을 거부하는 오르도스, 투메드부 노얀, 귀족들의 요구를 거절했다. 그는 치세기간 중 자신의 아들 부다시리 타이지를 순의왕으로 옹립하고 명나라와의 와시, 무역권을 차지하려는 삼낭자와 갈등하였다. 만년에는 과음으로 정무를 주관할 수 없어 실권은 삼낭자에게 넘어갔다.

## 생애

### 초기 활동
1521년에 태어났으며, 칭기즈 칸의 후손으로 몽골 제국을 재통일한 바투몽케 다얀 카안의 증손이며, 투메드부를 창시한 알탄 칸의 장남이다. 어머니는 이름이 전하지 않는 알탄 칸의 첫 부인이었다. 일설에는 1522년생 설도 있다. 정확한 생일은 기록에 전하지 않는다.
이름 셍게는 인더스강의 발원지 셍게 창포에서 따서 지었으며, 셍게 두구렝 테무르 콩타이지로도 부른다. 존호 두우렌, 두구렝은 몽골어로 가득하다는 뜻이고, 테무르는 몽골어로 철을 의미한다. 일설에는 키칭카 혹은 키친카(цин)가 그의 본명이라 한다. 명나라에는 황태길(黄台吉)로 알려져 명실록과 명사에 기록되었는데, 셍게의 직책 콩타이지를 잘못 오번역한 것이다.
그의 용맹함은 유명하였고, 16세기 중,후반 몽골 우익(내몽골)의 유명한 다섯 전사 중의 1명이었다.
그는 허베이성의 선화현(宣化縣)을 점령, 내몽골 차하르부의 목초지로 삼았다. 1540년 아버지 알탄 칸을 따라 우량카이를 공략하는데 참여했다.

### 청년기
1550년부터 1560년까지 셍게 두우렝은 아버지 알탄 칸을 따라 명나라 약탈, 오이라트 공략에 출정하였다. 그의 아버지 알탄 칸이 삼낭자와 재혼하자, 셍게 두우렌은 자발적으로 투메드부를 떠나, 쿠쿠노르(Кукунор, 칭하이호) 주변으로 이주하였다.
1571년 3월 28일 투메드부와 명나라의 협상이 체결, 명나라가 투메드부에 말,소 무역 및 교역을 승인하면서 그는 삼촌 곤도르 타이지와 함께 도독동지(都督同知)를 제수하고, 각각 붉은 사자의(獅子衣) 1벌, 채폐(綵幣) 비단 4장을 받았다. 1572년 명나라 가정제로부터 용호장군(龍虎將軍)직을 받았다.
1582년 혹은 1583년 아버지 알탄 칸이 죽자 쾨게호트로 돌아와 투메드부의 칸이 되었으며, 세첸 칸(徹辰汗)을 자처하였다. 세첸은 몽골어로 지혜, 현명하다는 뜻이다. 명나라에서는 이를 오번역하여 크칭카(乞慶哈)로 번역했다.
당시 칸의 인장을 차지하고 자신의 아들 부다시리를 새로운 칸으로 추대하도록, 노욘을 설득하기 시작한 계모 삼낭자의 야망에 직면했다. 동시에 그녀는 순의왕의 권위와 순의왕이라는 칭호를 부다시리에게 양도하기 위해 명나라 황실과 협상을 시작했다. 투쟁은 몇 달 동안 지속되었다. 결국 명나라 조정은 셍게 두우렌에게 칸의 인장과 칭호를 넘겨주기로 했으나 삼낭자와 결혼해야 했다. 그러나 삼낭자는 모든 권력을 장악하려는 시도를 포기하지 않았다.

### 투메드부의 영주
1583년 4월 3일 명나라로부터 순의왕(順義王)직을 습봉받았다. 그는 명나라와의 마시장 무역을 중단, 그만두려 했으나 삼낭자의 반대로 실패하였다. 1585년에 알탄 칸의 불교 다비식을 주재하기 위해 제3대 달라이 라마 소남 갸초를 귀화성으로 초청하였다.
셍게 두우렝 칸은 제3대 달라이 라마를 자신의 영지 투메드의 수도 호르호트로 여러 번 초대하였다. 달라이 라마 3세는 선뜻 투메드로 가지 않았으나, 셍게 두우렝과 서신을 주고받았고, 명나라와의 평화로운 관계와 불교의 전파라는 아버지의 정책을 계속 이어갔다. 동시에 그는 불교 승려 추방과 불교의 포기를 요구한 일부 오르도스와 투메드 노얀, 귀족들의 요구를 거부했다. 1585년 티베트의 달라이 라마 3세 소남 갸초를 초빙, 아버지 알탄 칸의 장례식을 불교식 다비로 거행하였다.
부왕 알탄 칸 사후 수계혼으로 결혼한 삼낭자가 자신의 아들 부다시리 타이지를 다음 투메드부의 칸으로 옹립하려 시도했으나, 이를 막았다. 만년의 그는 주색을 탐했고 과음으로 정무를 주관할 수 없어, 투메드부의 정치 실권은 삼낭자에게 빼앗기고 말았다. 삼낭자는 투메드부의 우익은 마카이 카툰(Макай-хатун, 바이라 베키(Бая Бейідзі, 작은 공주라는 뜻)로도 알려짐)에게 주고, 나머지를 차지했다. 만년에 병으로 정무를 주관할 수 없어 삼낭자가 실권을 장악했다. 1585년 11월 26일 혹은 1586년 1월 26일에 사망하여 그의 아들 누무다이 세첸 칸이 투메드부의 칸 직과 순의왕직을 세습받았다.
1585년 11월 29일 사망 설, 혹은  1586년 1월 29일 사망 설도 있다.

## 가족 관계
- 처 : 마카이 카툰(Макай-хатун, 바이라 베키(Бая Бейідзі)
  - 아들 : 누무다이 세첸 칸(Намудай сэцэн хаан)
  - 아들 : 순베르 타이지(Сүмбэр тайж), 제4대 달라이 라마의 아버지

## 참고 자료
- Kollmar-Paulenz, Karénina (2000): «New Data on the Life of the Jonggen Qatun, the Third Wife of Altan Qayan of the Tumed Mongols». Central Asiatic Journal 44.2: 190—204.
- L. Chuluunbaatar, Political, economic and religious relations between Mongolia and Tibet, in Tibet and Her Neighbours: A History. McKay Alex (éd.), 2003, Londres, Edition Hansjörg Mayer, p. 151—153

| 전임 알탄 칸 | 제5대 몽골 투메드부의 칸 (투메드인 먕간 알탄 쿠르딩 에르굴레치 차크라바르티 세첸 칸) 1582년 1월 13일 혹은 2월 26일 - 1585년 11월 26일 혹은 1586년 1월 26일 | 후임 누무다이 세첸 칸 |

| 전임 알탄 칸 | 제2대 명나라 순의왕 1583년 4월 3일 - 1585년 11월 26일 혹은 1586년 1월 26일 | 후임 마오밍안 |